# Емельянов, Пётр Андреевич
Пётр Андре́евич Емелья́нов, в монашестве Пота́пий (1884, деревня Начапкино, Уфимская губерния — 14 августа 1936, станция Надвоицы, Карельская ССР) — священник Российской грекокатолической церкви, жертва репрессий в СССР, слуга Божий в 2003—2021 годах.
Из семьи русских крестьян, бывших старообрядцев, принявших православие. Демобилизовавшись из армии по состоянию здоровья, принял монашество. Во время обучения в пастырском училище через чтение богословской и церковно-исторической литературы самостоятельно пришёл к убеждению в правоте католичества. По окончании обучения был рукоположён в иеромонахи и некоторое время спустя назначен настоятелем сельского единоверческого прихода. Вскоре вместе с приходом перешёл в грекокатоличество, за что подвергся репрессиям со стороны православной общины и белогвардейской администрации.
Вёл активную пастырскую деятельность. Во время голода оказывал местному населению посильную материальную помощь невзирая на конфессиональную принадлежность. По обвинению в пропаганде католицизма и антисоветской агитации был арестован и приговорён к десяти годам заключения в лагере. Отбывая наказание остался верен убеждениям и заслужил всеобщее уважение за заботу о слабых и больных заключённых. Досрочно освобождён из лагеря из-за тяжелой болезни. Умер вскоре после освобождения. В 2003 году Римско-католической церковью был начат процесс по причислению его к лику блаженных в группе Католических новомучеников России. В феврале 2021 года, по не заявленной причине, его имя было исключено из беатификационного процесса.

## Биография
Пётр Андреевич Емельянов родился в деревне Начапкино Дмитриевской волости Уфимского уезда Уфимской губернии в 1884 году в семье крестьян старообрядцев-беспоповцев. Впоследствии, под влиянием Антония (Храповицкого), в то время епископа Уфимского и Мензелинского, вместе с семьёй перешёл в православие. В 1902 году, после назначения на Волынскую и Житомирскую кафедру, епископ Антоний взял его собой и определил послушником в Свято-Успенскую Почаевскую лавру.
В 1908 году был призван на военную службу, но вскоре по состоянию здоровья демобилизован и вернулся в лавру, где был пострижен в монашество с именем Потапий. В 1911 году по завершении обучения в Житомирском пастырском училище был рукоположён в иеромонахи. В 1914 году Антоний, уже архиепископ Волынский и Житомирский, став митрополитом Харьковским, перевёл его в Свято-Покровский монастырь. В марте 1917 года Емельянов был назначен временным священником, а после, по просьбе прихожан, настоятелем церкви Казанской иконы Божьей Матери, единоверческого прихода в селе Нижняя Богдановка под Луганском.

### Переход в католичество
Ещё во время обучения в Житомирском пастырском училище, читая святоотеческие сочинения и изучая историю Вселенских соборов, самостоятельно пришёл к убеждению в правоте католичества. Став настоятелем единоверческого прихода, начал проповедовать единство со Святым Престолом. О принятом прихожанами на общем собрании решении перейти в католичество Емельянов лично сообщил митрополиту Антонию (Храповицкому), за что был им анафематствован. В 1918 году, вместе с приходом, он был принят в общение с Римско-католической церковью в Петрограде блаженным Леонидом Фёдоровым, экзархом Российской грекокатолической церкви.
После перехода для Емельянова и прихожан наступили годы исповедничества. Члены православной общины села, находившиеся в меньшинстве, неоднократно писали на него доносы различным властям, сменявшим друг друга в Украине во время гражданской войны. В 1918 году, по подозрению в большевизме, он и прихожане были дважды жестоко избиты карательным отрядом оккупационной армии Германской империи. В последний раз побои были такими сильными, что его пришлось положить в больницу в Луганске. Навестивший отца Потапия католический священник, объяснил оккупационным властям, что их ввели в заблуждение, и они перестали его преследовать.
Визит в Нижнию Богдановку епископа Старобельского Неофита (Следникова), викария митрополита Антония (Храповицкого), ситуации не изменил. Прихожане заявили о своей приверженности католичеству. Вскоре, пришедшие к власти белогвардейцы, арестовали Емельянова. Два месяца провёл он в тюрьме, откуда его, вместе со всеми заключёнными, освободили красноармейцы. Но через некоторое время белогвардейцы вернули контроль над территорией, и снова посадили священника в тюрьму в Старобельске, откуда перевели в каторжную тюрьму в Луганске. От него требовали отказаться от католичества. Спустя три месяца, в декабре 1919 года, вместе со всеми заключёнными, Емельянова снова освободили красноармейцы.
Приход Российской грекокатолической церкви дониконовского обряда в селе Нижняя Богдановка был зарегистрирован советской властью в 1918 году. Первоначально службы проходили в храме, однако из-за конфликта с местной православной общиной, грекокатолическая община, несмотря на выигранный ею в 1922 году суд, оставила его. Прихожане стали собираться на богослужения в частном доме. Всё время до своего ареста Емельянов вёл активную пастырскую деятельность: проповедовал, исповедовал, помогал прихожанам и бедным людям вне зависимости от их конфессиональной принадлежности. В 1924 году он познакомился и подружился с отцом Пием Эженом Невё, священником-ассумпционистом из Франции, который впоследствии был хиротонисан в епископы и назначен апостольским администратором Москвы.

### Арест и заключение
27 января 1927 года Емельянов был арестован по обвинению в контрреволюционной деятельности. Основанием для обвинений послужила его переписка с епископом Пием-Эженом Невё, от которого он неоднократно получал продукты и средства для помощи голодавшим крестьянам. Эта помощь была квалифицирована властями как подкуп местного православного населения с целью обращения его в католицизм. Необходимые показания были даны несколькими «свидетелями». 20 августа 1927 года ему предъявили официальное обвинение в пропаганде католицизма и антисоветской агитации. 12 сентября 1927 года Емельянов был приговорён к десяти годам заключения и отправлен в Соловецкий лагерь особого назначения. 24 марта 1928 года приговор ужесточили дополнением о не применении к нему амнистии.
В Соловецком лагере Емельянова встретил блаженный Леонид Фёдоров и российские грекокатолики. Здесь он познакомился и подружился с польским католическим духовенством. В лагере по разрешению комендатуры, чаще тайно, совершались богослужения, для которых Емельянов сшил церковное облачение. Физически сильный, он помогал и ухаживал за более слабыми собратьями, чем заслужил всеобщее уважение. Сохранились воспоминания одного из заключённых о том, как самоотверженно Емельянов ухаживал за смертельно больным польским священником Феликсом Любчинским, облегчая ему страдания в последние дни жизни. Он исповедал его пред смертью, а после смерти отпел и похоронил.
После Пасхи 1929 года все католические священники, в их числе и Емельянов, были направлены в штрафную командировку на остров Анзер и изолированы от других заключённых. Таким образом, на острове появилась уникальная община католических священнослужителей латинского и трёх восточных обрядов: греко-российского (включая старый обряд, к которому принадлежал Емельянов), армянского и грузинского. Здесь не работали по воскресеньям и тайно совершали богослужения. Летом 1932 года Емельянов подписал письмо в Польский Красный Крест с описанием условий, в которых содержались заключённые католические священники. О своём пребывании в лагере, на следствии по этому делу, он сказал, что в заключении стал ещё более стойким католиком. За это его подвергли особому наказанию — изолировали от других католических священнослужителей до конца заключения. По окончании следствия в ноябре 1933 года его перевели в Белбалтлаг, где он содержался сначала на станции Надвоицы, затем на станции Медвежья Гора Кировской железной дороги.

### Смерть и почитание
4 августа 1936 года Емельянов был освобождён из лагеря досрочно из-за тяжёлой болезни в ответ на просьбу Польского Красного Креста и отправлен в ссылку. На свободе он провёл всего несколько дней и умер 14 августа того же года на станции Надвоицы в Карельской ССР.
В 2003 году был открыт официальный процесс по беатификации священника Петра Андреевича Емельянова (в монашестве Потапия), после чего ему был присвоен официальный титул слуги Божьего. В феврале 2021 года, по не заявленной причине, вместе с несколькими другими слугами Божьими, был исключён из беатификационного процесса российских католических новомучеников.